# Boardman (Oregón)
Boardman es una ciudad ubicada en el condado de Morrow en el estado estadounidense de Oregón. En el año 2007 tenía una población de 3,310 habitantes y una densidad poblacional de 307.9 personas por km².

## Geografía
Boardman se encuentra ubicada en las coordenadas 45°50′8″N 119°41′57″O / 45.83556, -119.69917.

## Demografía
Según la Oficina del Censo en 2000 los ingresos medios por hogar en la localidad eran de $32,105 y los ingresos medios por familia eran $32,543. Los hombres tenían unos ingresos medios de $30 000 frente a los $21,765 para las mujeres. La renta per cápita para la localidad era de $12,297. Alrededor del 20% de la población estaban por debajo del umbral de pobreza.